# Convergence sociale
Convergence sociale (espagnol : Convergencia Social, CS) est un parti politique chilien de gauche fondé en 2018 par le Mouvement autonomiste (MA), la Gauche libertaire (IL), Socialisme et Liberté (SOL) et la Nouvelle Démocratie (ND). Il fait partie de la coalition de gauche Front large. Le nom convergence sociale fait référence à la fusion de ces quatre mouvements ainsi qu'à la convergence des luttes.
À la mi-2019, les membres du mouvement ont commencé les démarches pour faire reconnaître le parti en tant que parti politique légalement constitué. En novembre de la même année, le mouvement Gauche libertaire et des centaines de militants ont décidé de quitter le parti, rejetant la participation du député Gabriel Boric à un accord politique avec le président Sebastián Piñera pour un référendum qui dans le contexte des manifestations contre le gouvernement,,.
En 2021, ce même Gabriel Boric est élu président du Chili.